# Lina Kujalytė
Lina Kujalytė (* 26. März 1977 in Matuizos, Rajongemeinde Varėna) ist eine litauische Politikerin, Vizeministerin der Landwirtschaft.

## Leben
Nach dem Abitur in Jonava  absolvierte sie 2003 das Masterstudium des Managements des Landwirtschaftsingenieurwesens an der Fakultät für Landwirtschaftsingenieurwesen der Lietuvos žemės ūkio universitetas. Danach arbeitete sie als oberste Spezialistin an der Nacionalinė mokėjimo agentūra. 
Bei der Kommunalwahl in Litauen 2007 war sie Kandidatin zum Rat der Rajongemeinde Jonava. 2012 war sie Leiterin der Jeruzalė-Gruppe der Unterabteilung Fabijoniškės von Lietuvos socialdemokratų partija. 
Vom 5. August 2014 bis 2016 war sie stellvertretende Landwirtschaftsministerin Litauens, Stellvertreterin von Virginija Baltraitienė (* 1958) im Kabinett Butkevičius. Von 2017	bis 2018	arbeitete sie bei VĮ Žemės ūkio informacijos ir kaimo verslo centras	als Beraterin des Generaldirektors und ab 2019 als Spezialistin am Agrarministerium. 
Kujalytė ist Mitglied von Lietuvos socialdemokratų partija (LSDP) und im Altautos-Club "Retromobilis".
Kujalytė spricht französisch, englisch, russisch und polnisch.
Lina Kujalytė ist ledig.